# Подокарп широколистный
Подокарп широколистный (лат. Podocarpus latifolius) — крупное вечнозеленое дерево отдела Хвойные, семейства Подокарповые, достигающее до 35 м в высоту при диаметре ствола 3 м, типовой представитель рода Подокарп.
Подокарп широколистный был объявлен национальным деревом ЮАР и находится там под защитой государства.

## Ботаническое описание
Подокарп широколистный — крупное вечнозелёное дерево, вырастающее до 35 м в высоту. Растёт медленно, но образует древесину исключительно высокого качества.
Листья ремневидные, 25—40 мм в длину у зрелых деревьев, у сильных молодых деревьев более крупные, до 100 мм в длину, 6—12 мм в ширину, с прямым заострённым кончиком. Название вида latifolius означает «широколистный». Яркие молодые листья выделяются на фоне тёмной зрелой листвы.
Шишки ягодообразные, с одним семенем (редко с двумя) размером 7—11 мм, с розово-фиолетовой мякотью размером 8—14 мм; мякоть съедобная, сладкая на вкус. Дерево раздельнополое, мужские шишки достигают 10—30 мм в длину.

## Распространение
Произрастает во влажных южных и восточных районах ЮАР, от прибрежных районов Западно-Капской провинции на восток до провинции Квазулу-Натал и на север до восточной части провинции Лимпопо. Отдельные экземпляры встречаются и дальше на север в районе Зимбабве.
Часто встречаются в африканских лесах умеренного пояса и горных районах. В суровых условиях на открытых участках деревья становятся чахлыми и маленькими.

## Применение
Эти медленно растущие, но исключительно долгоживущие деревья все чаще выращивают в южноафриканских садах с декоративной целью. Причиной растущей популярности является необычная текстура листвы. Яркие съедобные ягодообразные шишки привлекают птиц, которые распространяют семена.
Твердая древесина, похожая на древесину тиса, используется для изготовления мебели, панелей и т. д. В связи с чрезмерной эксплуатацией в прошлом в настоящее время вырубается мало.